# Driffield
Driffield est une ville et une paroisse civile du Yorkshire de l'Est, en Angleterre. Au moment du recensement de 2001, la paroisse (qui comprend également le village de Little Driffield) comptait 11 477 habitants.

## Jumelage
- Saint-Affrique (France)